# イッテルビウム
イッテルビウム (英: ytterbium [ɨˈtɜrbiəm]) は原子番号70の元素。元素記号は Yb。希土類元素の一つ（ランタノイドにも属す）。

## 名称
発見地であるスウェーデンの小さな町、イッテルビー (en:Ytterby) にちなんで名づけられた。
同じ希土類に分類されるイットリウムと由来が同じである。発音、元素記号が似ているので注意を必要とする。

## 存在
ゼノタイム（燐酸塩鉱石）・ガドリン石・モナズ石・バストネス石に含まれる。

## 歴史
スイスの化学者ジャン・マリニャックが1878年に分離。発見地のイッテルビーからは、イッテルビウムの他、イットリウム、テルビウム、エルビウム、と合計4つの新元素が発見されている。

## 性質
灰色の金属で、常温、常圧で安定な結晶構造は面心立方構造 (FCC)。比重は6.97、融点は824 °C、沸点は1193 °C（異なる実験値あり）。空気中で表面が酸化されるが、内部までは侵されない。水にゆっくりと溶け、酸、液体アンモニアにも溶ける。水素、ハロゲンとも反応する。安定な原子価は+2、+3価。

## イッテルビウムの化合物
- 酸化イッテルビウム(III) (Yb2O3)
- 十二ホウ化イッテルビウム (YbB12)
- 塩化イッテルビウム (YbCl2, YbCl3)
- 水素化イッテルビウム(YbH2)

## 用途
ガラスの着色剤、YAGレーザーの添加物などに利用される。
2021年、国立研究開発法人日本原子力研究開発機構は、イッテルビウム磁性体を利用した絶対零度近くへの極低温冷却技術を発表した（共同研究：独アウグスブルグ大学）。